# Попрадске-Плесо
Попрадске-Плесо (словац. Popradské pleso) — высокогорное озеро в Менгушивецкой долине в Высоких Татрах в Словакии. Находится на северо-востоке страны недалеко от границы с Польшей на высоте 1494 м; площадь — 6,88 га, максимальная глубина до 17 м по данным замеров 1961—1967 г. (замеры 1927 года: площадь — 6260 м, длина — 376 м, ширина — 260 м, глубина — 16 м).
Попрадске озеро четвёртое по площади горное озеро Словакии. Высота над уровнем моря — 1494 м.
Здесь находится символическое кладбище всем погибшим в Татрах, на котором среди прочих установлены мемориальные плиты в память о Отакаре Штафле, Ежи Кукучке, Ванде Руткевич и других известных альпинистах. Кладбище находится под опекой словацкого национального парка Татры.